# Káto Mamouláda
Káto Mamouláda (grec moderne : Κάτω Μαμουλάδα) est une localité située dans le dème de Naupactie, dans le district régional d'Étolie-Acarnanie, dans la périphérie de Grèce-Occidentale, en Grèce.
Selon le recensement de 2021, elle compte 344 habitants.